# Pierre Matisse
Pierre Matisse (* 13. Juni 1900 in Bohain-en-Vermandois; † 10. August 1989 in Monaco) war ein französisch-amerikanischer-Kunsthändler. Er gründete 1931 die Pierre Matisse Gallery in New York.

## Leben

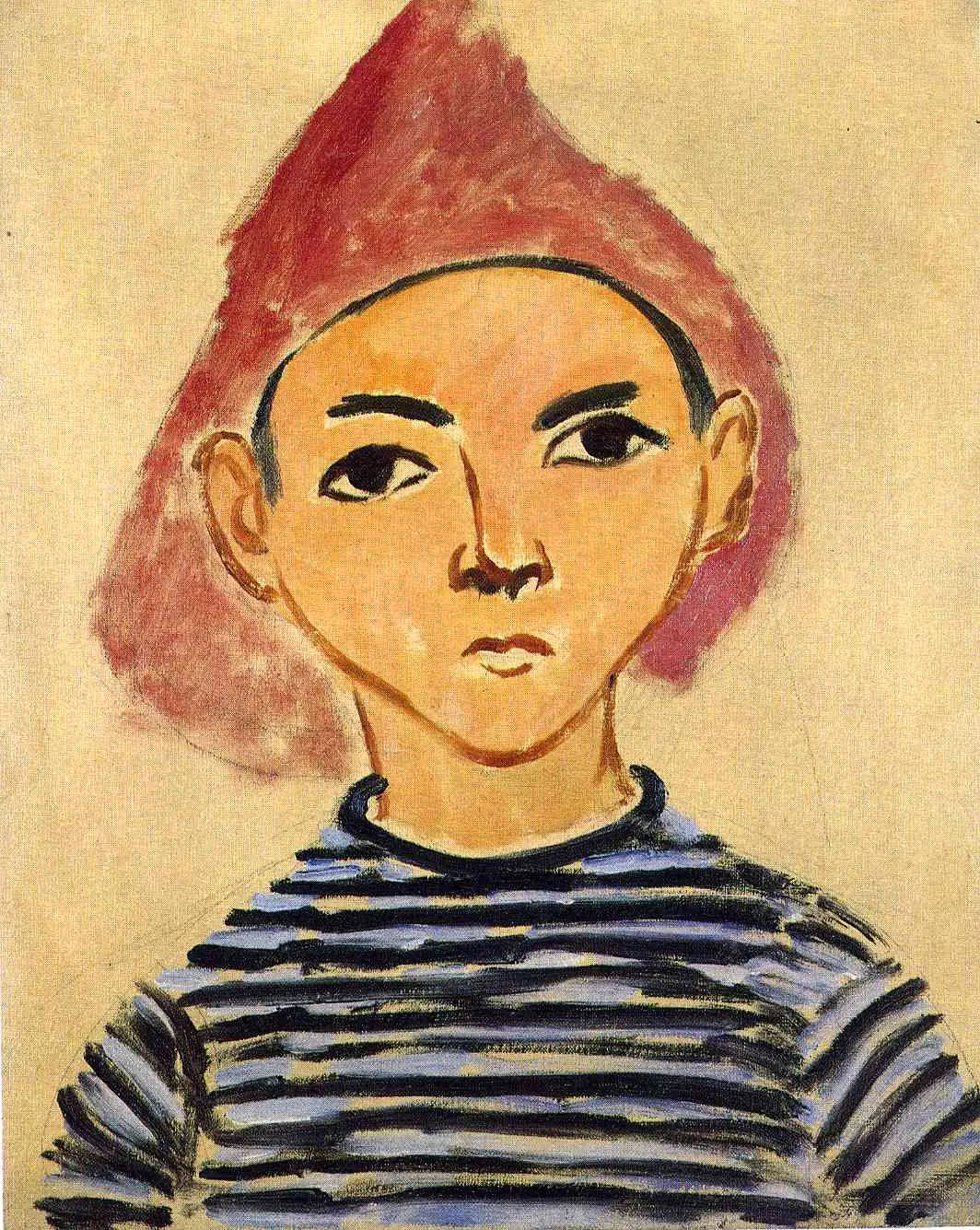
Henri Matisse: Porträt von Pierre, 1909

Pierre Matisse, der jüngere Sohn des Malers Henri Matisse, wollte seinem Vater nacheifern und Maler werden; er hatte bereits eine Ausstellung im Salon des Indépendants. 1923 traf er jedoch die Entscheidung, Kunsthändler zu werden, und nahm eine Stellung bei der bekannten Galerie Barbazanges-Hodebert in Paris an. Ein Jahr später verließ er Paris und zog nach New York, wo er in Manhattan 1931 eine Galerie für vorwiegend europäische moderne Kunst gründete, die er bis zu seinem Tod führte. Die Pierre Matisse Gallery hatte ihren Sitz im Fuller Building  in der 41 East 57th Street. Matisse vertrat in den USA jahrzehntelang Joan Miró, Balthus, Alberto Giacometti oder Jean Dubuffet.
Vom 3. März bis zum 28. März 1942 fand die Ausstellung „Artists in Exile“ in der Pierre Matisse Gallery statt. Mit je einem Werk waren 14 Künstler vertreten: Roberto Matta, Ossip Zadkine, Yves Tanguy, Max Ernst, Marc Chagall, Fernand Léger, André Breton, Piet Mondrian, André Masson, Amédée Ozenfant, Jacques Lipchitz, Pavel Tchelitchev, Kurt Seligmann und Eugene Berman.

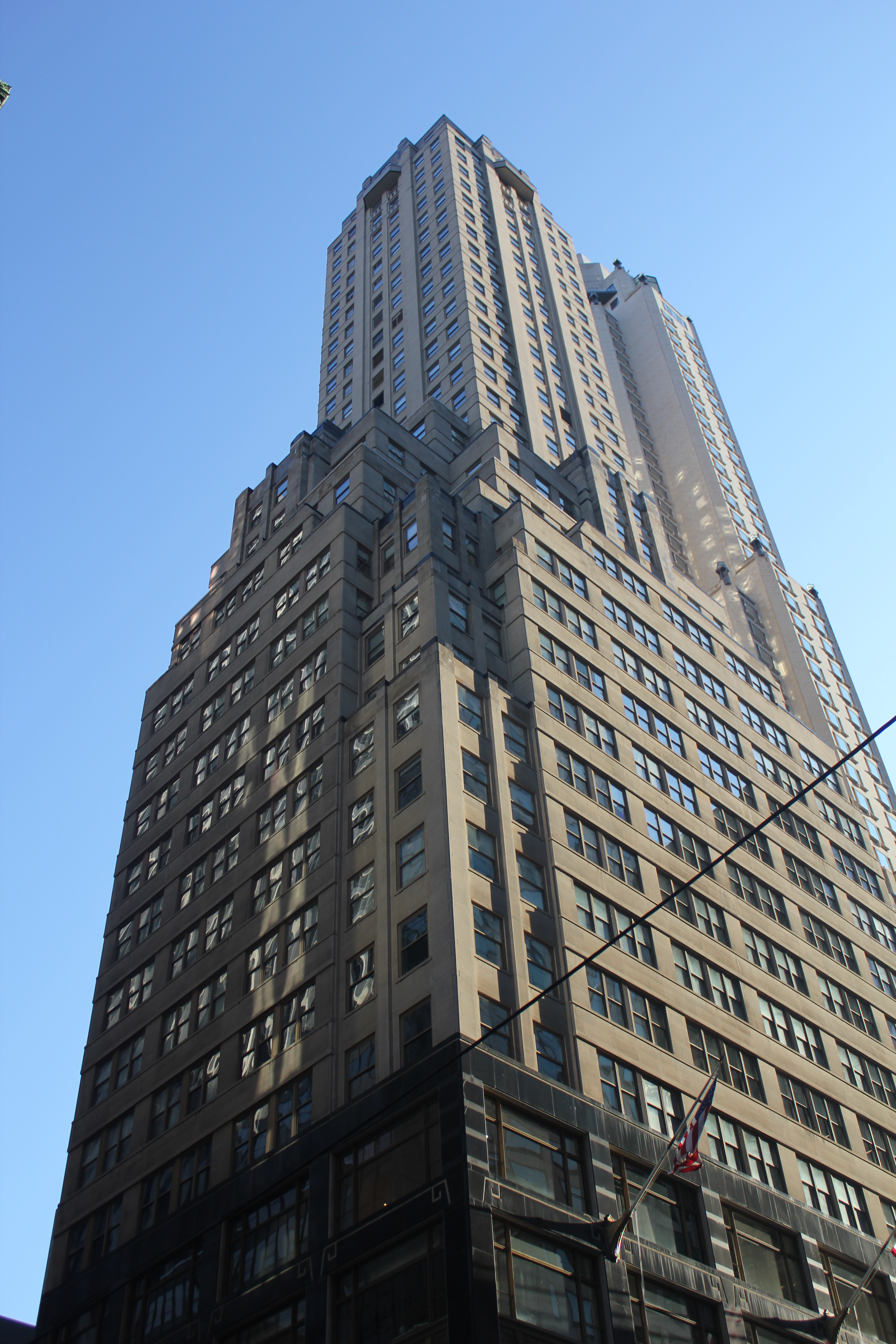
Das Fuller Building, in dem sich Matisse’ Galerie befand

In den Jahren 1931 bis 1989 organisierte Pierre Matisse Hunderte von Ausstellungen. Im Jahr 1945 stellte er erstmals Mirós Konstellationen aus. 1948 fand in seiner Galerie die erste Retrospektive der Skulpturen Giacomettis statt und ein Jahr darauf zeigte er die späten Werke seines Vaters Henri Matisse, darunter die erstmals ausgestellten Papierschnitte (gouaches découpées).
Aus seinem Nachlass ist 1992 ein großes Konvolut mit Gemälden von Henri Matisse, Miró, Dubuffet, Giacometti, Paul Cézanne und Georges Rouault als Dation, also Abgeltungsschenkung für die Erbschaftsteuer, in das Centre Georges Pompidou in Paris übergegangen. Eine von seiner Witwe Maria-Gaetana Matisse im Jahr 1995 gegründete Stiftung schenkte 2004 dem Metropolitan Museum of Art in New York etwa 100 Kunstwerke aus seiner persönlichen Sammlung im Wert von über 100 Millionen US-Dollar: die Pierre and Maria-Gaetana Matisse Collection.
Während Matisse’ Zeit in den USA erhielt er eine enge Verbindung mit seinem Vater Henri Matisse aufrecht. Ihre umfangreiche Korrespondenz sowie das Archiv der Pierre Matisse Gallery wird in der Morgan Library in New York City aufbewahrt.
Pierre Matisse starb 1989 in einem Hospital in Monaco und wurde in Saint-Jean-Cap-Ferrat, Frankreich, seinem letzten Wohnort, bestattet.

## Familie
Matisse war dreimal verheiratet. Im Jahr 1929 fand die Hochzeit mit Alexina „Teeny“ Sattler statt. Sie hatten die gemeinsamen Kinder Paul, Jacqueline und Peter. Die Ehe zerbrach 1949, als sich Matisse in die zweite Frau von Roberto Matta, Patricia Kane Matta (1923–1972), verliebte und sie nach der Scheidung heiratete. Teeny heiratete 1954 Marcel Duchamp. Nach Patricias Tod 1972 heiratete Matisse 1974 Maria-Gaetana „Tana“ von Spreti (1943–2001), die Tochter des Diplomaten Karl von Spreti.